# Genghe
Genghe (kinesiska: 更合) är en köping i sydöstra Kina. Den ligger i stadsdistriktet Gaoming i staden Foshan i  provinsen Guangdong, omkring 80 kilometer sydväst om provinshuvudstaden Guangzhou. Antalet invånare är 46 528. Befolkningen består av 21 831 kvinnor och 24 697 män. Barn under 15 år utgör 12,0 %, vuxna 15-64 år 73 %, och äldre över 65 år 13,0 %.